# Joseph Marzell Hoffmann
Joseph Marzell Hoffmann (* 20. Oktober 1809 in Rorschach; † 13. August 1888 ebenda) war ein Schweizer Politiker und Richter. Von 1848 bis 1866 gehörte er dem Nationalrat an, von 1851 bis 1859 sowie von 1863 bis 1870 war er Regierungsrat des Kantons St. Gallen.

## Biografie
Der Sohn eines wohlhabenden Rorschacher Leinwandhändlers besuchte das katholische Gymnasium in St. Gallen und studierte Rechtswissenschaften an den Universitäten Innsbruck, Freiburg im Breisgau, Heidelberg und München. Während seines Studiums wurde er 1829 Mitglied der Burschenschaft Euthymia Freiburg.
Zurück in der Schweiz, arbeitete er zunächst als Rechtsanwalt in Bern. Von 1834 bis 1837 war er als Sekretär des Justizdepartements des Kantons St. Gallen tätig, danach als Mitglied des Katholischen Administrationsrates. Hoffmann wandte sich gegen den Herrschaftsanspruch der römisch-katholischen Kirche und war ein Anhänger des Staatskirchentums josephinischer Prägung. Von 1843 bis 1849 sowie im Jahr 1851 war er Richter am St. Galler Kassationsgericht.
Hoffmanns politische Karriere begann 1843 mit der Wahl in den St. Galler Grossen Rat, dem er ununterbrochen bis 1870 angehörte. 1848 war er Abgesandter an der eidgenössischen Tagsatzung. Im Oktober desselben Jahres kandidierte er mit Erfolg bei den Nationalratswahlen und wurde im Wahlkreis St. Gallen-Nordost gewählt. In den Jahren 1851 bis 1859 sowie 1863 bis 1870 amtierte er als Regierungsrat des Kantons St. Gallen. Auf Seiten der Radikal-Liberalen war er in den schul- und kirchenpolitischen Auseinandersetzungen involviert und setzte sich vor allem für das Ende kirchlicher Bevormundung im Schulwesen ein. Aus dem Nationalrat trat er 1866 zurück.